# José Luis Miñano García
José Luis Miñano García (Alicante, España, 22 de mayo de 1987), más conocido como Miñano, es un futbolista español. Juega de centrocampista en el CF Benidorm.

## Trayectoria
Miñano se formó en las categorías inferiores de la SCD San Blas y del Alicante Club de Fútbol. En la temporada 2006/07 jugó en el Calpe en Regional Preferente. En la temporada 2007/08 logró el ascenso con el Alicante "B" a Tercera División, y una temporada después realizó una gran temporada con el filial alicantinista que quedó subcampeón del Grupo VI de Tercera División y disputó las eliminatorias de ascenso a Segunda División "B" pese a que no podían ascender tras el descenso del primer equipo a Segunda "B". Durante esa temporada jugó 4 encuentros en Segunda División con el Alicante, haciendo su sebut el 6 de diciembre de 2008 en Anoeta frente a la Real Sociedad (1-0). En la temporada 2009/10 fichó por el filial del Valencia para jugar en Segunda División "B".
Después de su corto paso por el fútbol bielorruso, el verano de 2014, ficha por el Hércules con el objetivo de retornar al equipo a la Segunda División.
En la temporada 2018/19 ficha por el Real Murcia CF para jugar en Segunda División "B". Y ayudar al Real Murcia CF en su retorno a la liga de plata.
En agosto de 2019 se convierte en nuevo jugador del Club de Fútbol La Nucía.

## Clubes
| Club                    | País        | Temporada |
| ----------------------- | ----------- | --------- |
| Alicante "B"            | España      | 2008–2009 |
| Alicante CF             | España      | 2008–2009 |
| Valencia Mestalla       | España      | 2009–2010 |
| Valencia Mestalla       | España      | 2010–2011 |
| Valencia Mestalla       | España      | 2011–2012 |
| Huracán Valencia        | España      | 2012–2013 |
| Elche Ilicitano         | España      | 2012–2013 |
| Torpedo Zhodino         | Bielorrusia | 2013–2014 |
| Hércules CF             | España      | 2014–2015 |
| Hércules CF             | España      | 2015–2016 |
| Hércules CF             | España      | 2016–2017 |
| Hércules CF             | España      | 2017–2018 |
| Real Murcia             | España      | 2018–2019 |
| Club de Fútbol La Nucía | España      | 2019–2020 |